# 小部博志
小部 博志（こべ ひろし、1949年3月28日 - ）は、日本の実業家。ニデック株式会社代表取締役社長、執行役員、最高執行責任者。福岡県出身。

## 略歴
1949年、福岡県出身。職業訓練大学校卒業後、永守重信と共に、日本電産株式会社を設立。
2015年、同社の副会長へ就任。
2022年9月、代表取締役に就任。